# Un valzer casuale
Un valzer casuale (Slouchainij Vals) è un film del 1990 diretto da Svetlana Proskurina.

## Riconoscimenti
- 1990 - Festival del cinema di Locarno
  - Pardo d'Oro